# Bengt af Klintberg

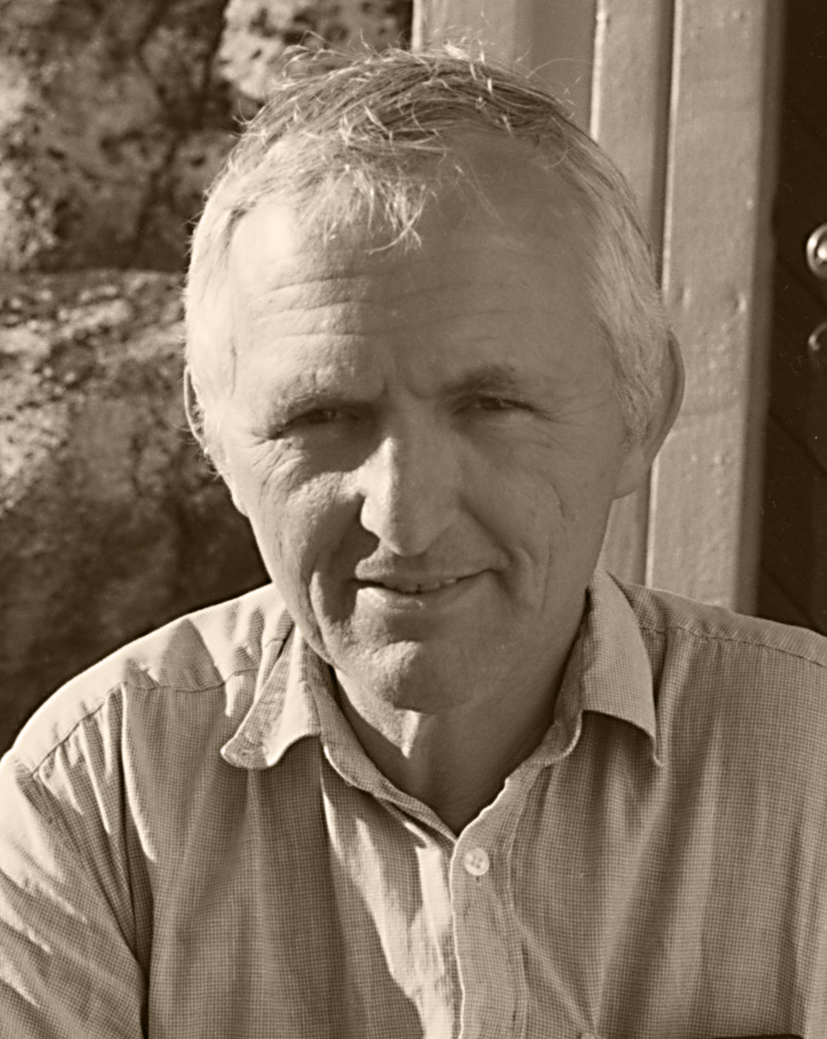
Bengt af Klintberg (2014)

Bengt Knut Erik af Klintberg (* 25. Dezember 1938 in Stockholm) ist ein schwedischer Ethnologe, der besonders wegen seiner Arbeiten zu Modernen Sagen bekannt geworden ist. Einem großen Publikum wurde er durch sein Buch Råttan i pizzan (deutsch Die Ratte in der Pizza) bekannt.
1962 begann er sich für Happenings zu interessieren, traf im gleichen Jahr die Fluxus-Gruppe in Kopenhagen und führte seit 1963 Flux-Konzerte und Performances in Düsseldorf, Oslo und Stockholm auf, u. a. die Komposition „Orangerimusik 1963“. 2006 erschien sein Werk über die schwedische Fluxus-Bewegung Svensk Fluxus.
Klintberg war ebenfalls (zusammen mit Christina Mattsson, Direktorin des Nordiska Museet) Moderator von „Folkminnen“, einer wöchentlichen Radiosendung auf dem schwedischen Sender P1, in der Hörer über den Ursprung oder die Bedeutung lokaler Legenden, Spiele, Bräuche oder anderer Folklore berichten oder Fragen dazu stellen konnten. Nach 750 Folgen wurde die Sendung im Januar 2005 eingestellt.
Nach ihm werden moderne Sagen in Schweden auch klintbergare (Klintberger) genannt.

## Werke

### Schwedisch (Auswahl)
- Ormkungens krona (1961)
- Svenska trollformler (1965)
- Svenska folksägner (1972)
- Harens klagan (1978)
- Råttan i pizzan (1986)
- Den stulna njuren (1994)
- Kuttrasju (1998)
- Glitterspray (2005)
- Ord i snön: dikter (2006)
- Svensk Fluxus/Swedish Fluxus (2006)
- Folkminnen (2007)
- Vår tids folkkultur (2008; mit Ulf Palmenfelt)

### Deutsch
als Herausgeber:
- Die Ratte in der Pizza und andere moderne Sagen und Großstadtmythen. 2. Auflage. Butt, Kiel 1990, ISBN 3-926099-11-9
- Der Elefant auf dem VW und andere moderne Sagen und Großstadtmythen. Piper, München, Zürich 1992, ISBN 3-492-11653-1

### Englisch
- The Cursive Scandinavian Slave. New York, Something Else Press 1967. (A Great Bear Pamphlet). Neuausgabe: ubuclassics 2004 pdf, 536k